# 三方上中郡

福井県三方上中郡の位置（黄：若狭町）

三方上中郡（みかたかみなかぐん）は、福井県の郡。
人口12,851人、面積178.49km²、人口密度72人/km²。（2025年2月1日、推計人口）
以下の1町を含む。
- 若狭町（わかさちょう）

## 沿革
- 平成17年（2005年）3月31日 - 三方郡三方町・遠敷郡上中町が合併して若狭町が発足。同町の区域をもって三方上中郡を新設。（1町）